# Lois Mailou Jones
Lois Mailou Jones (1905-1998) foi uma artista e educadora norte-americana. Seu trabalho pode ser encontrado nas coleções do Museu Smithsoniano de Arte Americana, do Museu Metropolitano de Arte, do Museu Nacional das Mulheres nas Artes, do Brooklyn Museum, do Museu de Belas Artes de Boston, Muscarelle Museum of Art e The Phillips Coleção. Ela é frequentemente associada ao Renascimento do Harlem.

## Biografia
Jones nasceu em Boston, Massachusetts, do casal Thomas Vreeland Jones e Carolyn Adams. Seu pai era um superintendente de construção que mais tarde se tornou advogado depois de se tornar o primeiro afro-americano a se formar em Direito da Suffolk University Law School. Sua mãe trabalhou como cosmetologista. Os pais de Jones a incentivaram a desenhar e pintar usando aquarelas durante a infância. Seus pais compraram uma casa na Martha's Vineyard, onde Jones conheceu aqueles que influenciaram sua vida e arte, como a escultora Meta Vaux Warrick Fuller, o compositor Harry Burleigh e a romancista e novelista Dorothy West.